# 王田天和宮
臺中王田天和宮開基西秦老王爺祖廟，俗稱王田天和宮，位於臺灣臺中市大肚區王田里興和路262號，主奉西秦老王爺，為台灣王爺信仰的知名廟宇之一，是為西秦老王爺開基祖廟。

## 沿革
台中市大肚區王田里的天和宮，主祀的神明是西秦老王爺，創建於清朝光緒八年 ，為台中市海線地區的歷史悠久的廟宇之一。
- 其初為移民自閩南迎來的之香火，供奉於王田里興和路二六四巷三十二號的村民陳日宅第，當時並無金身，經神明顯靈指示乃塑造神像供奉，後來該村沈厝宅後聖母地有人學練北管，神像因而移至沈厝就近奉祀。

- 由於西秦老王爺的庇祐之下，村民生活逐漸寬裕，因此捐款興建宮廟於現址大肚區興和路二六二號，並命名為王田天和宮，該地為村民楊江的土地，當時建築為土造，民國四十五年，因土造宮廟經風吹雨淋而老舊，因而由當時村長孫婦、楊朝連、賴坤旺、陳仁堂等仕紳及地方人士發心募款重建迄今，廟內除主神外，另配祀蘇三王爺。

- 西秦老王爺從香火開始至今歷經226年，又因是本宮供奉的主神，及時間長久當之天和宮是開基祖師廟，更是北管戲曲及演戲藝術表演家的祖師爺。

## 祀神

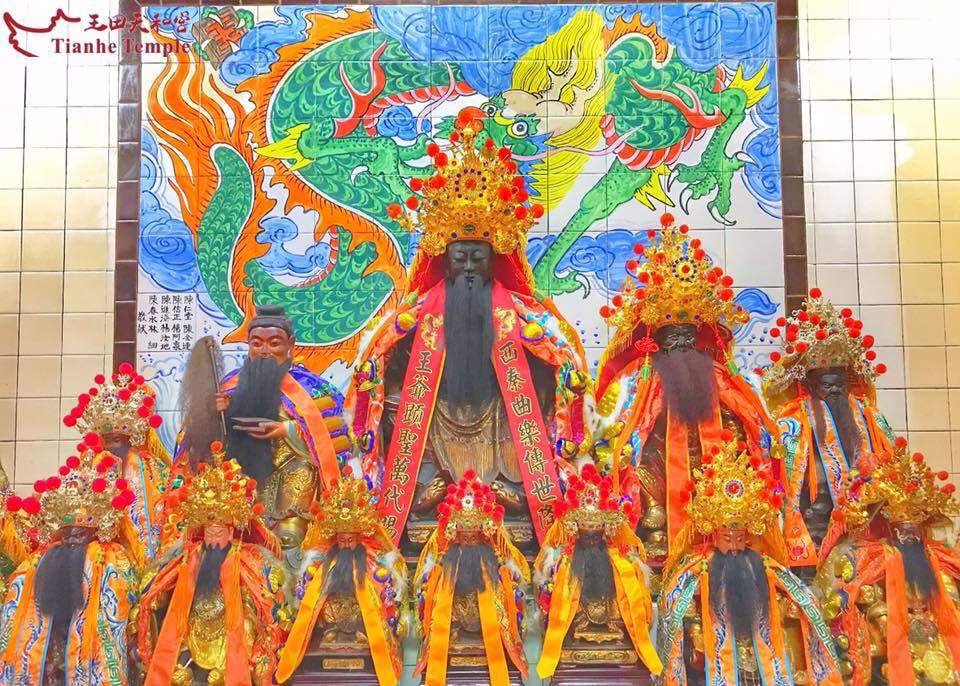
王田天和宮大殿

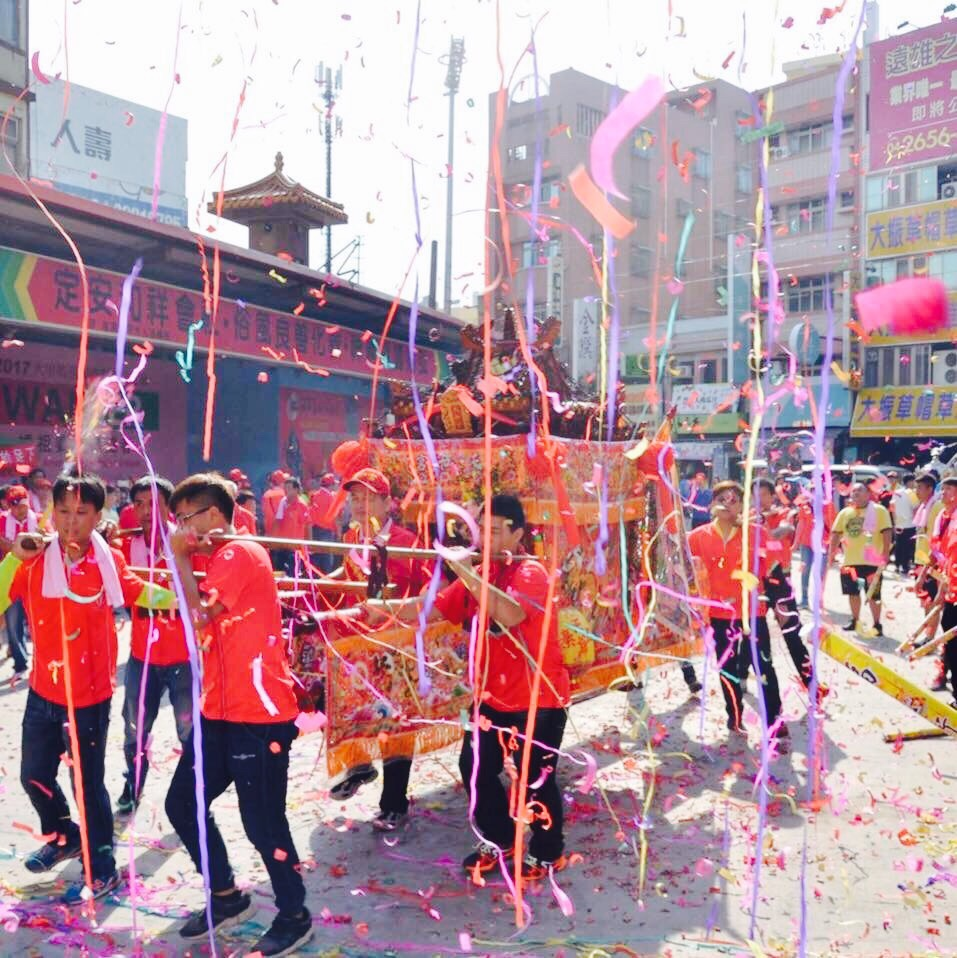
王田天和宮南巡剪影

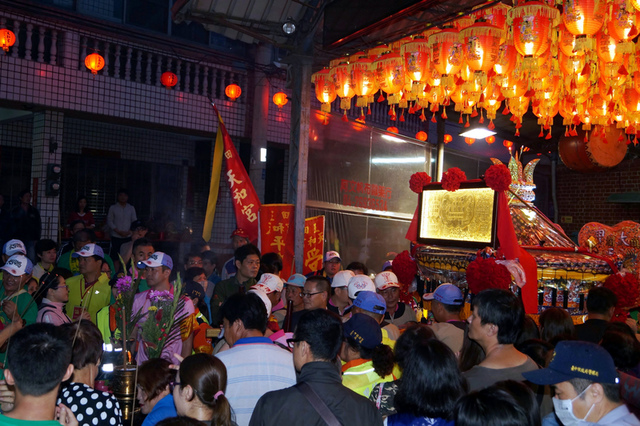
大甲媽祖遶境駐駕王田天和宮

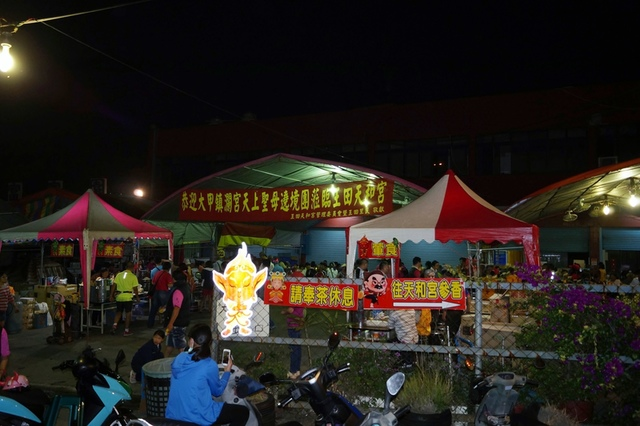
王田天和宮大甲媽祖遶境香客休息站

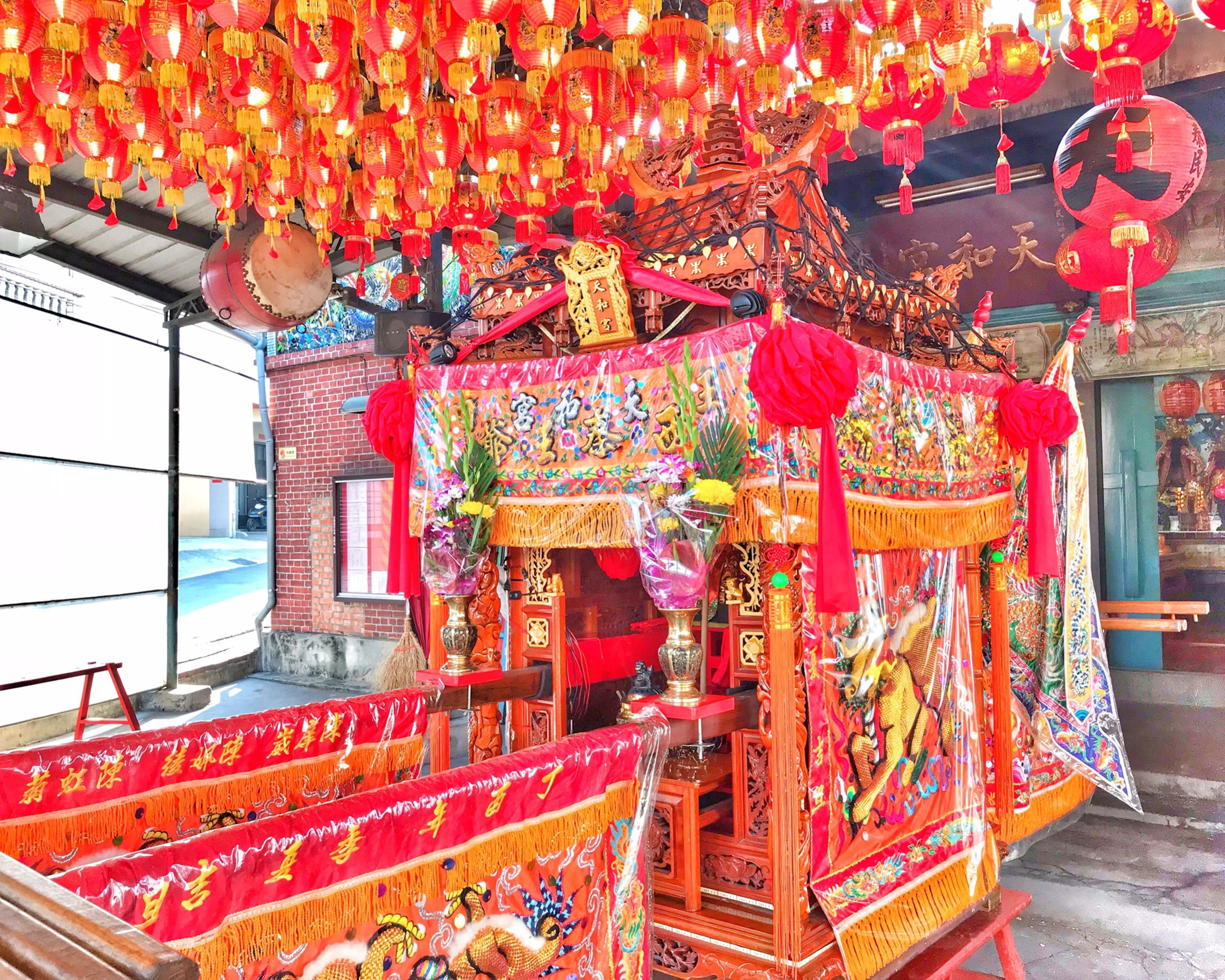
王田天和宮傳統神轎

- 大殿後排：西秦老王爺、蘇三王爺、楊救貧祖師、巡府大王爺
- 大殿前排：陳聖王爺、中壇元帥、巡府二王爺、巡府三王爺、九天玄女娘娘
- 大殿中桌下：虎爺公
- 聖母殿：天上聖母、千里眼將軍、順風耳將軍
- 福德殿：福德正神

## 宗教活動
- 大肚區王田里天和宮主要供奉的是西秦老王爺，由於奉祀此一音樂之神的廟宇很少，在全台各地間曾聽聞，且該宮的神尊並非來自任何地方的分靈，因此該宮並無進香活動，也不像一般的王爺廟有出巡的宗教活動。

長久以來，該宮只有繞境慶祝活動，而繞境遊行活動也不定期，至於主要的慶典活動，則是每年的 農曆六月二十四日 的慶祝王爺聖誕，屆時都會有熱鬧的慶典活動，以及南北館的演奏知音樂饗宴。
多年來，凡是對其誠心膜拜之信徒，都能感應王爺的庇祐。尤其是演藝界人士，其感應最為明顯，此經常可見演藝界人士慕名而來上香祈福。
- 王田天和宮也是每年農曆三月大甲媽祖繞境回駕駐駕台中市的第一個宮廟，每年由地方紳仕與青年們組成護轎團從大肚橋接駕至王田天和宮並且跟隨大甲媽祖的腳步至下一村莊，並且在新富賓園餐廳外空地設置香客休息站，供隨著大甲媽祖遶境的香客們休息。

- 每年農曆四月大肚下堡廿庄迎媽祖文化節，在地俗稱迎媽祖，主要遶行大肚下堡20庄頭，經行政區域調整，分屬於烏日、大肚、龍井3區，以大肚區為主體。迎請彰化南瑤宮老四媽、彰化天后宮聖三媽、大肚頂街萬興宮三媽、大肚下街永和宮二媽至廿庄繞境賜福，由各村庄地方宮廟宇、地方仕紳派人迎接媽祖婆，至村庄繞境祈求五穀豐收、合境平安，迄今已有百年歷史。大肚區王田里是第五個迎接的村庄，每年農曆四月初五由王田天和宮與地方善心人士聯合迎接並繞境村庄，是每年王田里與王田天和宮非常重要的慶典活動。

## 交通

### 開車
國道一號王田交流道出口右轉第一個路口(全家便利商店)右轉，沿著興和路順開300公尺即可看到天和宮。

### 鐵路
臺灣鐵路管理局海岸線追分車站沿沙田路一段往王田交流道路步行約500公尺將會看到牌樓。

### 公車
台中市市區公車公車站牌：南追分站
- 台中客運：93、102
- 巨業交通：166、180
- 仁友客運：105

### 高鐵
高鐵臺中烏日站
轉乘公車
- 台中客運：93、102
- 仁友客運：105

## 外部連結
- 臺中王田天和宮開基西秦老王爺祖廟隨意窩Xuite日誌 （页面存档备份，存于）

- 臺中王田天和宮開基西秦王爺祖廟Facebook粉絲專頁

- 臺中王田天和宮神轎班Facebook粉絲專頁

- 振梨園Facebook粉絲專頁

- 臺中太平 明梨園北管團Facebook粉絲專頁